# Mieza
Mieza (en grec antic Μίεζα) era una ciutat de Macedònia, probablement situada a la rodalia de Berea com diu Claudi Ptolemeu, encara que la seva situació exacta es desconeix.
Esteve de Bizanci, basant-se en l'autoritat de l'escriptor Teàgenes explica que va ser fundada per Mieza, un personatge net del mític Macèdon. Aquesta llegenda segurament vol dir que era una ciutat important. Claudi Ptolemeu la situa entre les ciutats d'Emàtia.
Segons Plutarc, Filip II de Macedònia va enviar a buscar Aristòtil i va fundar una escola filosòfica pel seu fill Alexandre el Gran al nimfeu de Mieza. Tenia una famosa cova amb estalactites, segons Plini el Vell.